# Trithemis pallidinervis
Trithemis pallidinervis – gatunek ważki z rodziny ważkowatych (Libellulidae).